# Mercadona
Mercadona S.А. — іспанська компанія роздрібної торгівлі, найбільша мережа супермаркетів країни. Заснована в 1977 році як сімейне підприємство. Штаб-квартира розташована в Тавернес-Бланкес (Валенсія).
Мережа компанії представлена у 48 провінціях 17 автономних співтовариств Іспанії, яка включає 1 543 магазинів (серпень 2015). Штат компанії нараховує понад 74 000 співробітників. Середня площа супермаркету становить 1 500 м², а частка Mercadona на ринку перевищує 14,4 %.
Входить до Круглого столу Європейського рітейлу.

## Історія

### 1977—1991
У 1977 році Франціско Роч Бальєстер (1912—2003) і його дружина Тринідад Альфонсо Мочолі (1911—2006) створили мережу Mercadona як підрозділ Carnicas Roig, перетворивши сімейні м'ясні лавки у продуктові магазини. Пізніше асортимент цих магазинів поповнився іншими продовольчими товарами.
У 1981 році сімейне підприємство очолив син подружжя Хуан Роч разом зі своєю дружиною, братом Фернандо і сестрами Тринідад і Ампаро. На цей момент працювало 8 магазинів.
У 1982 році Mercadona стала першим іспанським підприємством торгівлі, що почала використовувати сканери штрих-коду. У 1988 році відкрився перший склад у Ріба-роха-де-Турія. У цьому ж році була поглинена мережа супермаркетів Superette з 22 філіалами у Валенсії.
У 1989 році Cesta Distribución і Desarrollo de Centros Comerciales, що дозволило компанії відкрити представництво у Мадриді. У 1990 році Хуан Роч і Ортензія М. Ерреро володіли найбільшою кількістю акцій компанії. У 1991 Mercadona придбала Dinos and Super Aguilar і почала використання системи електронного обміну даними (EDI) з постачальниками.

### 1992—2001

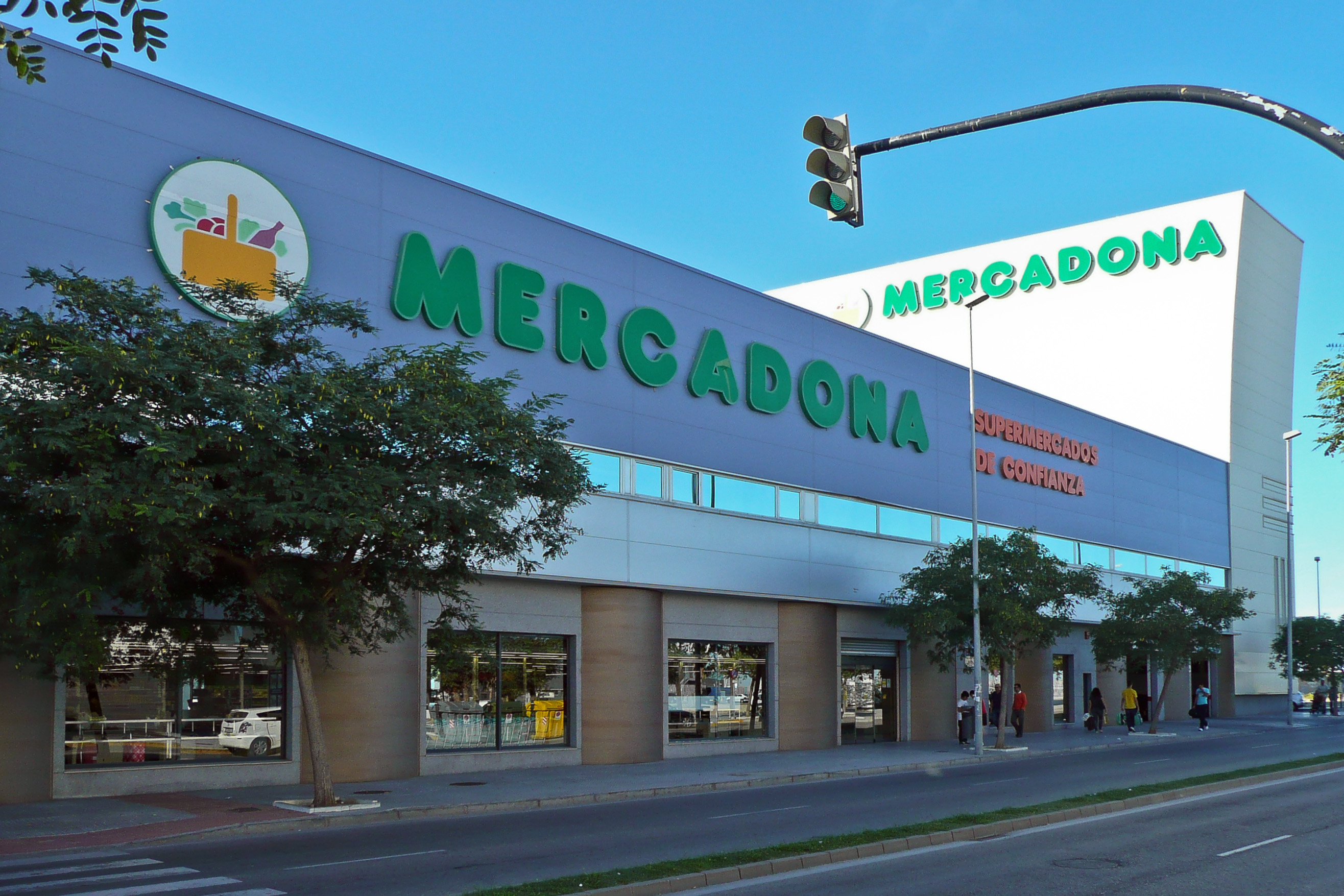
Супермаркет Mercadona у Кадісі

В 1992 році Mercadona володіла 150 супермаркетами і мала штат в 10 000 співробітників. У 1993 році впроваджена комерційна стратегія Always Low Prices (SPB), яка пізніше перетворилась у модель Total Quality Model.
У 1995 році Mercadona представила торговельні марки Hacendado, Bosque Verde, Deliplus і Compy. Mercadona відкрила свій 200 супермаркет у Сегорбе (Кастельйон). Підписано перший колективний договір компанії для всіх співробітників. У 1997 році укладена угода про спільну діяльність з Almacenes Gómez Serrano (Малага).
Придбавши у 1998 році компанії Almacenes Paquer і Supermercados Vilaro, Mercadona закріпилась у Каталонії. У 1999 році кількість співробітників складала 16 825. Відкрито склад в Антекері (Малага) та створено проект нового дизайну та моделі відділу косметики.
У 2000 році відкрито склад у Сан-Садурні-д'Аноя (Барселона) та перший магазин Atmosphere Store у Масанасі (Валенсія). Також була підписана колективна угода (2001—2005). У 2001 році відкрились перші корпоративні дитячі садки у Сан-Садурні-д'Аноя (Барселона) і відкрився 500-й супермаркет в Лінаресі (Хаен). З 2001 року Mercadona розпочала онлайн-продажі.

### 2002—2010

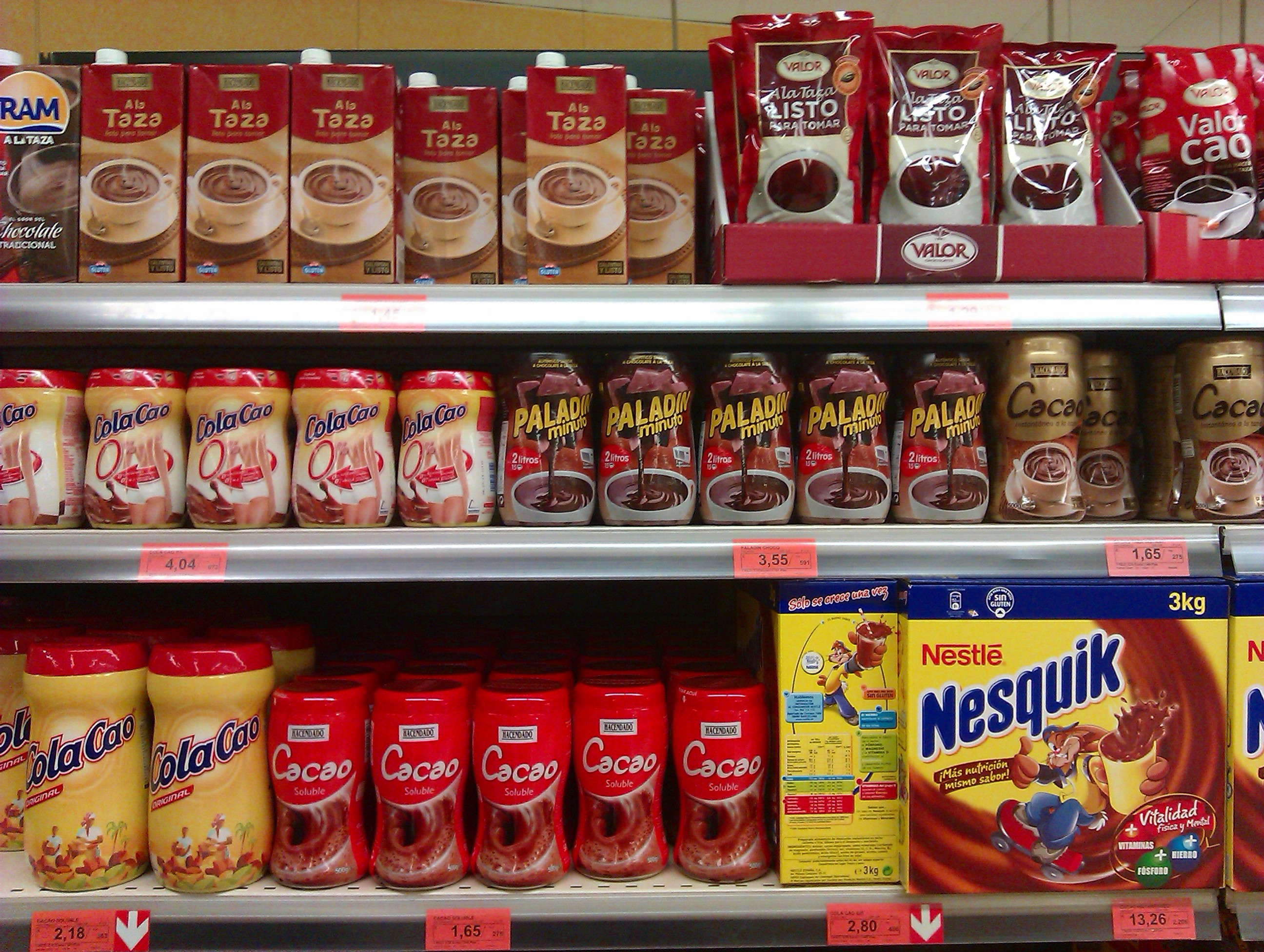
Полиця з какао продуктами в супермаркеті Mercadona

У 2003 році відкрито склад у Сан-Ісідро (Аліканте), а також другий корпоративний дитячий садок. Того ж року редставила нову лінію парфуму Hortensia H та відкрила супермаркет на території ринку Олівар у Пальмі (Мальорка).
У 2004 році Mercadona відкрила склад в Уеварі (Севілья) і третій корпоративний дитячий садок. Комітет управління ввів правило, з яким супермаркети не працюватимуть у неділю. У 2005 році Mercadona впровадила нову уніформу для своїх працівників і відкрила склад у Гранаділья-де-Абона (Тенерифе). Підписано нову колективну угоду на наступні 4 роки (2006—2009).
У 2006 році Mercadona відсвяткувала своє 25 річчя. Відкрито 1000 супермаркет у Кальпі (Аліканте). Впроваджено новий дизайн для кредитних карток Mercadona Credit Card. У 2007 році запущену першу фазу складу TwentyFirst-Century Warehouse у Сьємпосуелосі (Мадрид). Mercadona посіла 4-е місце з корпоративної репутації у світі за результатами опитування, проведеного Reputation Institute у Нью-Йорку.
У 2008 році відбулась реорганізація Mercadona за моделлю Total Quality, після 15 років її впровадження. Відкрито склад в Інхеніо (Гран-Канарія). У 2009 році підписано нову колективну угоду та план рівності (2010—2013).

### 2011—2014
У 2012 році мережа Mercadona нараховувала 1 400 супермаркетів і мала 74 000 співробітників. Укладені угоди з Асоціацією рибалок на пряме постачання риби. У 2013 році підписано новий колективну угода та план рівності (2014—2018), а також представлено новий асортимент продуктів. Почалась розробка мережі Mercadona Sustainable Agri-Food Chain. Відкрито склад у Гуадіксі (Гранада).
У 2014 році Mercadona відкрила 1 500 супермаркет у Сантандері (район Касонья), а штат нараховував понад 74 000 співробітників. Середня площа супермаркету становила 1 500 м², а частка Mercadona на ринку перевищувала 14,4 %. Вікдрито новий центр обробки даних в Албалат-делс-Сорельс (Валенсія).

## Діяльність
Мережа компанії представлена у 48 провінціях 17 автономних співтовариств Іспанії, яка включає 1 543 магазинів (серпень 2015). Штат компанії нараховує понад 74 000 співробітників. Середня площа супермаркету становить 1 500 м², а частка Mercadona на ринку перевищує 14,4 %.
- операційний прибуток 738 млн. € (2014)
- чистий прибуток 543 млн. € (2014)